# Biancaneve e i sette ladri
Biancaneve e i sette ladri è un film del 1949 diretto da Giacomo Gentilomo, tratto dalla novella Il ladro di Anton Germano Rossi. Si tratta del remake del film Il ladro, diretto dallo stesso Anton Germano Rossi nel 1939.

## La trama
Nella Milano semideserta del giorno di Ferragosto, un bizzarro indicatore meccanico racconta a un viandante la storia di un impiegato di banca, Peppino Biancaneve, il quale con l'aiuto di un disco sta cercando di mettere insieme le parole che vorrebbe usare per chiedere la mano della figlia del gioielliere Carlo Casertoni, ma mentre rimugina le frasi che dovrebbe pronunciare al futuro suocero incappa con uno strano individuo che potrebbe essere un portatore di sfortune: uno jettatore.
La conferma Biancaneve la trova poco dopo, quando si accorge di essere stato derubato della sua automobile e poi unendosi ad un gruppo di persone che sta inseguendo il presunto ladro, Mirko, finisce per essere arrestato e portato in caserma. Da lì con l'aiuto del ladro riesce ad evadere per giungere a casa del gioielliere, davanti al quale Mirko si finge medico e viene così invitato a partecipare ad una gita nella campagna brianzola, sino alla villa di Casertoni.
I compagni del ladro che lo vedono passare decidono di seguirlo insieme ad Eleonora, la donna di Mirko; arrivati alla residenza del gioielliere, la banda di mariuoli decide di fare un bel colpo riuscendo ad aprire la cassaforte del gioielliere; ma dopo alcune movimentate scene Peppino riesce a far arrestare la banda al completo e finalmente riesce a coronare il suo sogno di fidanzamento.

## Distribuzione
Il film, girato per gli interni negli studi Titanus alla Farnesina, e per gli esterni a Milano e a Como, venne iscritto al Pubblico registro cinematografico con il n. 813. Ottenne il visto censura n. 6.974 del 20 dicembre del 1949. L'incasso accertato sino a tutto il 31 dicembre 1952 fu di lire 77.500.000. Dopo anni di oblio, il film è stato pubblicato in DVD nel 2007 dalla Ripley's Home Video.

## Altri tecnici
- Assistente montaggio: Eva Latini
- Aiuto regista: Guido Pala
- Assistente regista: Franco Bologna
- Operatore: Enrico Cignitti
- Direttore di produzione: Jone Tuzi
- Ispettore di produzione: Luigi Pinini D'Oliva
- Segretaria di edizione: Renata Gaede